# 見えないもの
不可視（ふかし、Invisibility）とは、人間などの動物が直接目で見ることができない事象を指す。
見えないものに関しては種々の分類がある。以下は主な例を示す。

## 小さすぎて見えないもの
- 主に顕微鏡などを使わないと見ることができないもの。
  - 原子、分子及び化合物
  - 細胞
  - 細菌などの微生物※培地を使ってコロニーとして肉眼で見ることができる。
  - ウイルス
  - 工業製品に使われる半導体
  - 各種メディア媒体（CDなど）に刻まれているデータの部分。
- 虫眼鏡などを使わないと見えないもの。
  - ダニなどの小動物やプランクトン。
- 手品用の見えない糸

## 隠れていて見えないもの
- ある物体に遮蔽されたり不正行為や犯罪などにより隠蔽して見えないもの。
- ある物体に似せた擬態をした動物。
- 時々の天候により見えない場合もある（雲や霧など）。
- 自分の死角にあるもの（背中や顔面など、鏡などを使わないと見えないもの）。スポーツ競技で選手や審判がボールなどが視界から反れて判定が判りにくい場合や、ドライバーが自動車を運転している場合も同様。
- 一般に公開できないもの（御神体や墓碑に埋葬されている遺骸、国家などの機関に保管されている機密文書なども含まれる）。
- 地中に埋まっている植物の根やアリの巣など。
- 人間などの動物に関して、医療機器などを使用して診察や精密検査を必要とする生体に関する情報。
- 市場で競りにかけられた精肉類や魚介類、木材などに関して、実際に流通に適するか、解体するまで分からないもの。
- 生産物や食品に関する事象（異物混入や化学物質・放射性物質など）。
- 超音波、非破壊検査などを必要とするもの（建築物などの構造物の改修を要する欠陥や耐震診断、水中にある生物なども含まれる）。
- 「心」や「夢」など心理的な事象。
- 霊・幻覚などに関する事象。
- 星座 - 地球では地域により見えない星座もある。日本の場合、南天の一部の星座は見ることができない。
- 月 - 月は常に地球に表面を向けているため、裏面は宇宙船などを使わない限り観察することができない。また、満ち欠けにより新月になって見えないこともある。
- コロナ - 太陽の現象としての皆既日食の時しか見ることができない。

## 明度により見えないもの
- 暗所（元々暗い場所や夜間または停電時）で見えないものや、眩しすぎて先の物が見えないこともある。特にスキーなどのウィンタースポーツでは晴天時の雪の照り返しによる眩しさ、自動車の運転、学校の黒板の類における光幕反射などにはこうした明度により見えない・見づらいケースがあるので注意。
- 太陽・日食 - 日の出や夕陽は肉眼で観ることができるが、南中などは眩しすぎて肉眼で観ると目が眩む。また、望遠鏡などで直接のぞき込むと失明のおそれがあるため、専用のフィルターを使用しなければならない。

## 速すぎて見えないもの
ハイスピードカメラなどを使用してその瞬間などを捉える技術により、見ることができる。
- ライフルの銃弾が発射される軌跡
- 野球やテニスなどの球技でボールが当たる瞬間
- 鳥や昆虫の羽ばたきなどの高速での動き

## 形が無くて見えないもの
- 愛 - さまざまな愛があるが、形や言葉などにしてはじめて相手が愛に気づくことができる
- 思いやり - さまざまな思いやりがあるが、動作、形や言葉などにしてはじめて相手の思いやりに気づくことができる
- 線類 - 可視光線、赤外線、紫外線、放射線（X線なども含まれる）など
- 熱 - 蒸気や火炎、ガスなどの形で見ることができる
- 音（録音媒体によって可視化できる）、電波、電磁波
- 磁気 - 砂鉄を使って見ることができる。
- 地震波 - 地震計を使って表示される。
- 匂い、味
- エネルギー関連（電気、力学的なものなど）
- 気体（空気やガスなども含まれるが、物質によっては目に見える独自の色を持つものもある（塩素・オゾンなど））、気流（風など）、気圧
- 気（中国での気功術、気配、その場の「空気を読む」の例えなど）

## 結果が分かるまで先が見えないもの
- 未来・将来、運勢、予言
- くじ、ギャンブル
- 選挙

## 透き通って見えないもの
- あぶり出し - 普段は見えないが、加熱すると見えるようになる。
- 気体 - なお、塩素や二酸化窒素など、有色のものもある。

## 消えたら見えないもの
- イカスミ - 昔は借金の証文などに使われていた。
- 消せる筆記具（鉛筆やボールペンなど） - 消しゴムを使うと文字などが消える道具。
- 花火
- 泡、シャボン玉

## 遠すぎて見えないもの
- 外国 - 国・地域によっては地続きになったり海から離れても陸地が近い場所もあるが、遠すぎてすぐには近づけない場所もある（近年は国際電話やインターネットが普及していることから会話する事に関してはほぼ問題ない）。
- 宇宙 - 肉眼・双眼鏡で観ることができる天体は数が限られているため、天体望遠鏡を使わなければ観ることができない天体の方がはるかに多い。
- この他にも富士山などを見るには遠すぎて見えない場所を指すこともある。

## 参考資料
- 沢田ユキオ『みえる・みえないのひみつ (学研まんが ひみつシリーズ)』学研、1992年。ISBN 978-4-051063030。